# Mieżdurieczje (stacja kolejowa)
Mieżdurieczje (ros. Междуречье) – stacja kolejowa w miejscowości Mieżdurieczje, w rejonie czerniachowskim, w obwodzie królewieckim, w Rosji. Położona jest na linii Czernyszewskoje – Królewiec.

## Historia
Stacja powstała na Pruskiej Kolei Wschodniej (odcinek Królewiec – Ejtkuny), w okresie przynależności tych terenów do Niemiec. Nosiła wówczas nazwę Norkitten.